# Frank Richter (Ruderer)
Frank Jörg Richter (* 22. September 1964 in Hannover) ist ein ehemaliger deutscher Ruderer, der mit dem Deutschland-Achter zwei olympische Medaillen gewann.
Frank Richter startete für den DRC von 1884 aus Hannover. Zusammen mit Roland Baar gewann er 1986 und 1987 bei den Deutschen Meisterschaften im Zweier ohne Steuermann.
Nachdem Roland Baar 1989 als Schlagmann in den Achter gewechselt war, folgte ihm Richter 1990 nach. In der Besetzung Roland Baar Matthias Ungemach, Armin Weyrauch, Frank Dietrich, Dirk Balster, Frank Richter, Christoph Korte, Martin Steffes-Mies und Steuermann Manfred Klein siegte der Deutschland-Achter bei den Weltmeisterschaften 1990 in Tasmanien. 1991 gehörte Frank Richter weiterhin zum Deutschland-Achter, der in der Besetzung Roland Baar, Ansgar Wessling, Mark Mauerwerk, Thorsten Streppelhoff, Frank Richter, Claas-Peter Fischer, Dirk Balster, Martin Steffes-Mies und Manfred Klein Deutscher Meister wurde. Vor den Ruder-Weltmeisterschaften in Wien verletzte sich Frank Richter am Daumen, so dass Jürgen Hecht für ihn einsprang und Weltmeister wurde. In dem Boot saßen ausschließlich Ruderer, die aus der Bundesrepublik Deutschland stammten. In dem von Ralf Holtmeyer für die Olympischen Spiele 1992 zusammengestellten Boot saßen mit Hans Sennewald und Detlef Kirchhoff dann erstmals auch zwei Ruderer aus der DDR im Deutschland-Achter. In der Besetzung Roland Baar, Ansgar Wessling, Hans Sennewald, Bahne Rabe, Armin Eichholz, Detlef Kirchhoff, Thorsten Streppelhoff, Frank Richter und Steuermann Manfred Klein gewann das Boot in Barcelona hinter den Crews aus Kanada und Rumänien die Bronzemedaille.
1993 wurde das Boot weitgehend neu besetzt, wobei dem langjährigen Steuermann Manfred Klein mit Peter Thiede der letzte Steuermann des DDR-Achters nachfolgte. In der Besetzung Roland Baar, Peter Hoeltzenbein, Stefan Scholz, Frank Richter, Thorsten Streppelhoff, Andreas Lütkefels, Colin von Ettingshausen, Martin Steffes-Mies und Peter Thiede siegte der Deutschland-Achter bei den Ruder-Weltmeisterschaften im tschechischen Roudnice. Nach einem vierten Platz des Deutschland-Achters 1994 wurde das Boot für die Weltmeisterschaften 1995 im finnischen Tampere weitgehend neu besetzt. Roland Baar, Jochen Lerche, Marc Weber, Stefan Forster, Dieter Sator, Detlef Kirchhoff, Ike Landvoigt, Frank Richter und Peter Thiede gewannen den Weltmeistertitel vor den Booten aus den Niederlanden und aus den Vereinigten Staaten. Bei den Olympischen Spielen 1996 in Atlanta gelang dem niederländischen Boot nach zwei Silbermedaillen bei den Weltmeisterschaften 1994 und 1995 der Sieg beim Jahreshöhepunkt, dahinter gewann der  Deutschland-Achter in der Besetzung Roland Baar, Ulrich Viefers, Thorsten Streppelhoff, Detlef Kirchhoff, Marc Weber, Wolfram Huhn, Mark Kleinschmidt, Frank Richter und Peter Thiede die Silbermedaille.